# 学校法人関東学院
| 学校法人関東学院 KANTO GAKUIN      |                                                   |
| 関東学院大学金沢八景キャンパス正門 |                                                   |
| 概要                               |                                                   |
| 校訓                               | Be a Man and Serve the World（人になれ 奉仕せよ） |
| 設立年                             | 1884年                                            |
| 分類                               | 私立                                              |
| 創立者                             | A・A・ベネット                                    |
| 理事長                             | 規矩大義                                          |
| 院長                               | 松田和憲                                          |
| 所在地                             | 神奈川県横浜市金沢区六浦東1-50-1                  |
| ウェブサイト                       | 関東学院                                          |
| 構成                               |                                                   |
| 大学                               | 関東学院大学                                      |
| 高等学校                           | 関東学院高等学校 関東学院六浦高等学校             |
| 中学校                             | 関東学院中学校 関東学院六浦中学校                 |
| 小学校                             | 関東学院小学校 関東学院六浦小学校                 |
| 幼稚園                             | 関東学院六浦こども園 関東学院のびのびのば園       |
| その他                             | KGU関内メディアセンター 国際研究研修センター      |

学校法人関東学院（がっこうほうじんかんとうがくいん、KANTO GAKUIN）は、神奈川県横浜市金沢区に本部を構える学校法人である。

## 概要
- 11学部、13研究科からなる総合大学の関東学院大学をはじめ、高等学校、中学校、小学校、幼稚園を備えた総合学園である。

- 創立は1884年10月11日で、140年以上の歴史と伝統を持つ。

## 設置校

### 大学
- 関東学院大学
  - （金沢八景キャンパス・室の木キャンパス）（神奈川県横浜市金沢区）
  - （金沢文庫キャンパス）（神奈川県横浜市金沢区）

### 高校
- 関東学院高等学校（神奈川県横浜市南区）
- 関東学院六浦高等学校（神奈川県横浜市金沢区）

### 中学校
- 関東学院中学校（神奈川県横浜市南区）
- 関東学院六浦中学校（神奈川県横浜市金沢区）

### 小学校
- 関東学院小学校（神奈川県横浜市南区）
- 関東学院六浦小学校（神奈川県横浜市金沢区）

### 幼稚園
- 関東学院六浦こども園（神奈川県横浜市金沢区）
- 関東学院のびのびのば園（神奈川県横浜市港南区）

### その他
- KGU関内メディアセンター（神奈川県横浜市中区）
- 国際研究研修センター（湘南・小田原キャンパス）（神奈川県小田原市）

### 閉鎖となった学校施設
- 関東学院大学葉山セミナーハウス
- 関東学院女子短期大学（2003年関東学院大学に改組のために閉校）

## 沿革
- 1884年 横浜山手に横浜バプテスト神学校（後の東京学院神学部）を設立。初代校長はA・A・ベネット。
- 1895年 東京中学院（後の東京学院中等科）設立。
- 1899年 東京中学院を東京学院と改称。
- 1905年 専門学校令により東京学院高等科（後の高等学部）を設置。
- 1910年 横浜バプテスト神学校と福岡バプテスト神学校の統合により日本バプテスト神学校設立。
- 1919年 東京学院中等科を廃止し、私立中学関東学院が設立。初代院長坂田祐が「人になれ 奉仕せよ」を訓話。
- 1927年 財団法人関東学院が組織され、東京学院神学部と高等学部を、関東学院神学部と高等学部社会事業科・商科に改組。私立中学関東学院は関東学院中学部となる。
- 1929年 関東学院高等学部社会事業科を神学部社会事業部、商科を高等商業部に改称。
- 1936年 神学部募集停止。
- 1944年 高等商業部は明治学院専門学校に統合される。関東学院航空工業専門学校開校。
- 1945年 関東学院航空工業専門学校を関東学院工業専門学校に改称。
- 1946年 関東学院経済専門学校創立。
- 1947年 関東学院中学部を関東学院中学校・高等学校に改組することになり、（新制）関東学院中学校設置。
- 1948年 学制改革により（新制）関東学院高等学校設置。関東学院幼稚園（現・関東学院六浦こども園）設置。
- 1949年 学制改革により関東学院経済専門学校と関東学院工業専門学校を母体として関東学院大学となる。（経済学部、工学部）。関東学院小学校設置。
- 1950年 青山学院大学から工学部を譲渡される。学制改革により大学に短期大学部設置。
- 1951年 私立学校法制定により学校法人関東学院に組織変更。
- 1952年 旧制関東学院経済専門学校廃校。
- 1953年 関東学院六浦中学校・高等学校設置。関東学院小学校を関東学院六浦小学校に校名変更し、新たに関東学院小学校設置。
- 1957年 短期大学部を関東学院短期大学に組織変更。
- 1967年 関東学院短期大学を関東学院女子短期大学に名称変更。
- 1968年 大学文学部設置。
- 1976年 関東学院野庭幼稚園設置。
- 1984年 関東学院創立100周年記念式典挙行。
- 1986年 釜利谷校地（金沢文庫キャンパス）開校。
- 1991年 小田原校地開校。大学法学部設置。
- 2002年 女子短大を改組し、大学に人間環境学部設置。
- 2004年 法科大学院開設。
- 2009年 11月、内藤幸穂理事長退任、飯田嘉宏理事長就任。
- 2012年 関東学院野庭幼稚園に保育園を併設し認定こども園化、関東学院のびのびのば園に名称変更。
- 2013年 飯田嘉宏理事長退任、増田日出雄新理事長就任。大学理工学部、建築・環境学部、看護学部を設置、工学部募集停止。関東学院六浦幼稚園に保育園を併設し認定こども園化、関東学院六浦こども園に名称変更。
- 2021年 増田日出雄理事長退任、規矩大義新理事長就任[1]。

## 備考
近年は大学ラグビー部や陸上部の強化、2006年には横浜F・マリノスとの業務提携を発表するなど、さらなる事業戦略の推進を図っている。